# Jevnaker
Jevnaker är en kyrkby som utgör centralort och enda tätort i Jevnakers kommun i Akershus fylke i sydöstra Norge. Orten ligger vid Europaväg 134 och Roa-Hønefossbanan (tidigare en del av Bergenbanan), vid södra änden av sjön Randsfjorden. Nordöst om tätorten finns Jevnakers kyrka.

## Bilder

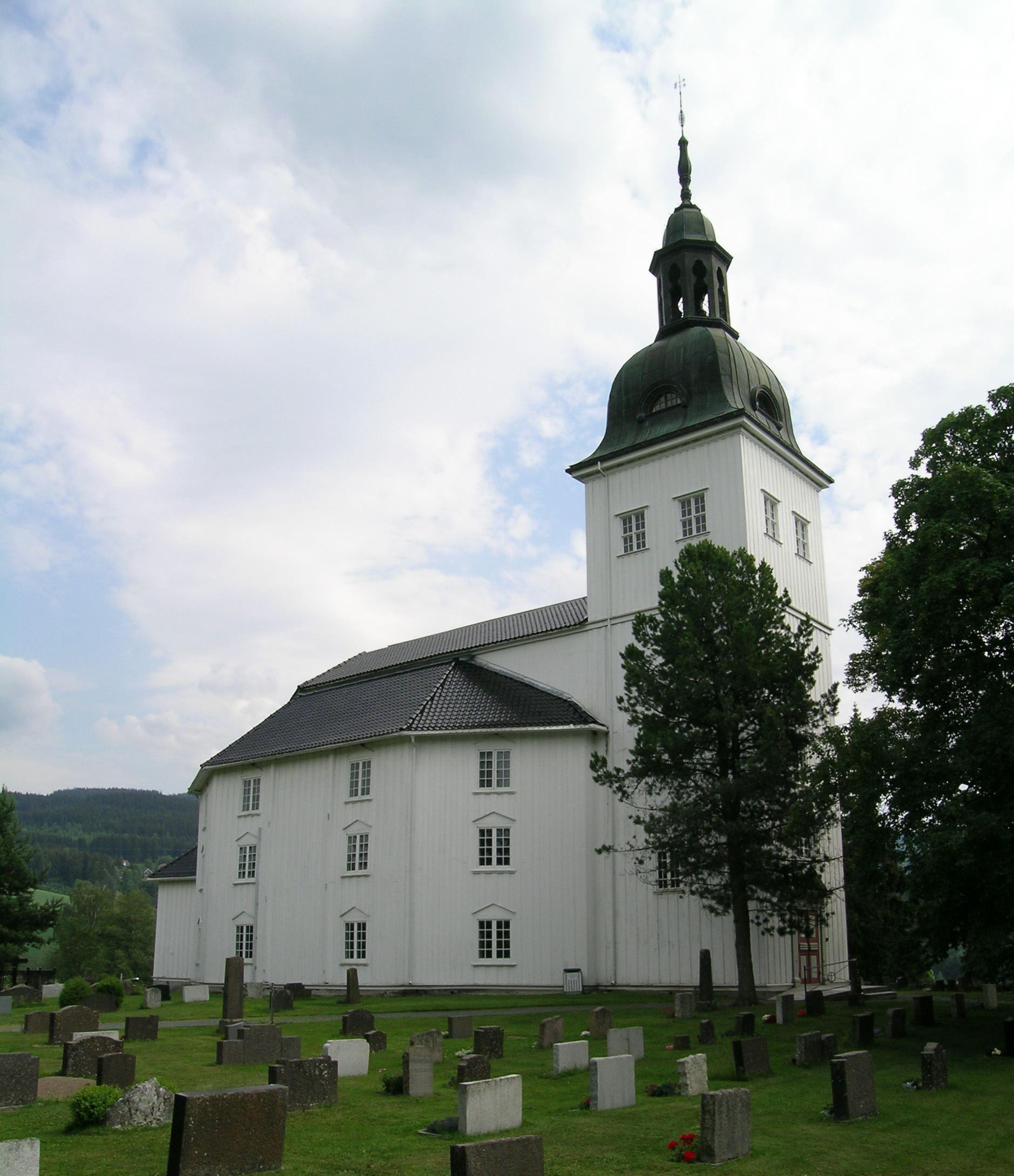
Jevnakers kyrka.
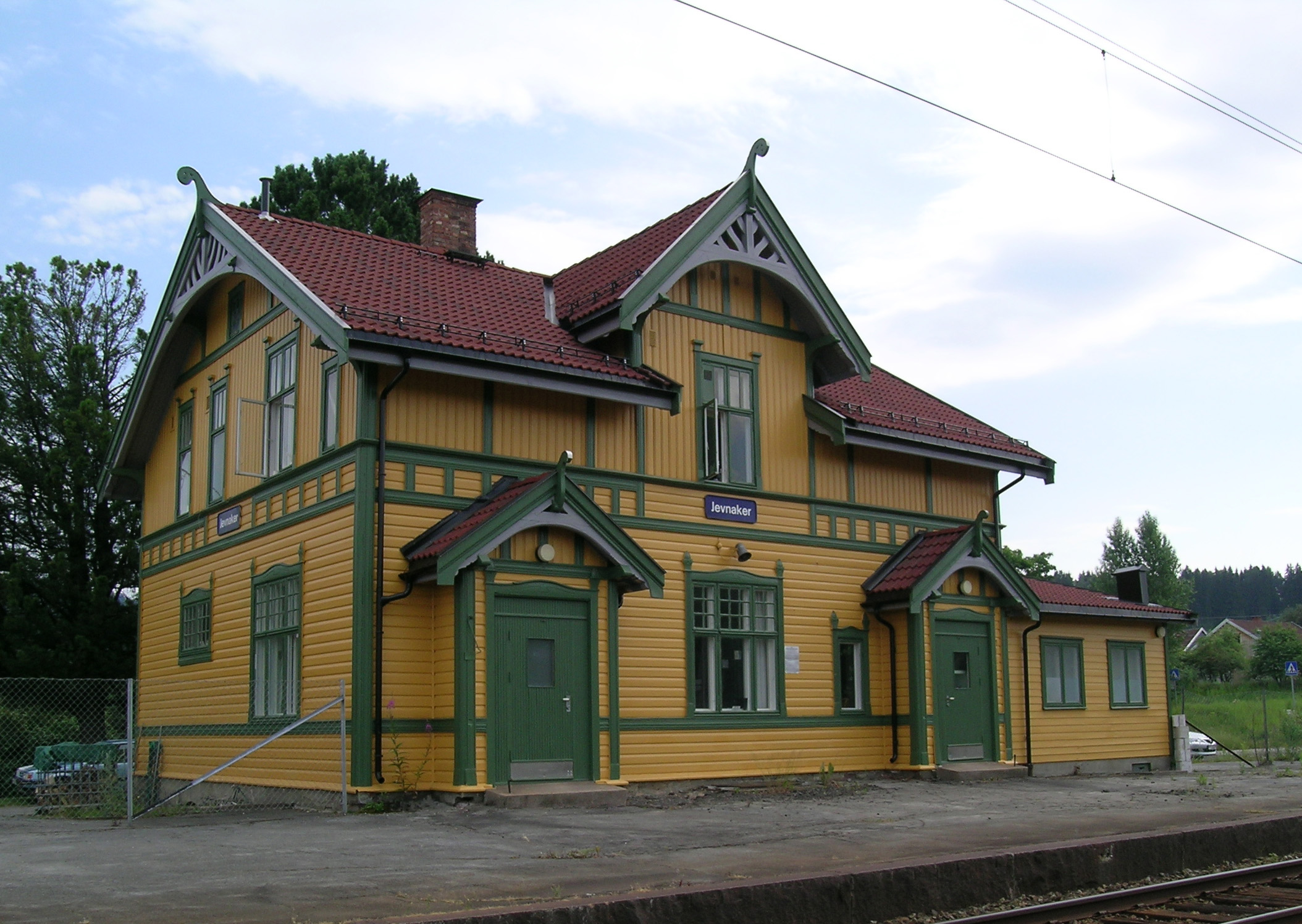
Jevnakers station.